# Lydia Forson
Lydia Forson (nascida em 24 de outubro de 1984) é uma atriz, escritora e produtora cinematográfica ganense. Em 2010, ela ganhou o Prêmio da Academia de Cinema Africano de Melhor Atriz em um Papel Principal.

## Biografia
Forson nasceu em 24 de outubro de 1984 em Mankessim, Gana. Recebeu sua educação inicial na Wilmore Elementary School, em Kentucky, Estados Unidos. Aos nove anos, sua família mudou-se para Gana, onde ela continuou seus estudos na Escola Internacional de Akosombo. Ela também frequentou a St. Louis Senior High School, em Kumasi, onde completou o ensino médio. Forson se formou na Universidade de Gana, obtendo um diploma de bacharel em Língua Inglesa e Estudos da Informação.

### Carreira
A carreira de como atriz Forson começou com uma participação especial em Hotel St. James (2005), Run Baby Run (2006), Different Shades of Blue (2007) e uma passagem no reality show The Next Movie Star na Nigéria (2007). Shirley Frimpong Manso, diretora-executiva da Sparrow Productions, que já havia trabalhado com ela na série de televisão ganense Different Shades of Blue, trouxe Forson de volta às telas com o filme Scorned. Este papel principal levou à sua primeira indicação ao African Movie Academy Awards (AMAA) como a Melhor Próxima Atriz Feminina.
Em 2009, Forson estrelou o premiado The Perfect Picture de Shirley Frimpong-Manso. Ela também estrelou os filmes A Sting in a Tale, Phone Swap, Masquerades, Keteke e Sidechic Gang.

## Prêmios
- 2009 — African Movie Academy Award, Indicada[5]
- 2010 — African Movie Academy Award, Melhor Atriz em um papel principal[8][9]
- 2012 — Ghana Movie Awards, Melhor Roteiro In The Cupboard[5]
- 2015 — Golden Icons Academy Movie Awards, Melhor Ato Cômico, Indicada[10]
- 2015 — Africa Magic Viewers' Choice Awards, Melhor Atriz em uma Comédia, Indicada[11]
- 2015 — Africa Magic Viewers' Choice Awards, Melhor Escritora (Comédia), Indicada[11]
- 2015 — Nigeria Entertainment Awards, Atriz do Ano (África), Indicada[12]
- 2017 — African Movie Academy Award, Melhor Atriz em um papel principal, Indicada.[13]
- 2018 — Africa Magic Viewers' Choice Awards, Melhor Atriz Coadjuvante[14]
- 2020 — People's Choice Awards, Indicada.[15]